# Вулиця Гущанська (Луцьк)
Вулиця Гущанська — вулиця на північному сході Луцька, в житловому районі  Гуща.
Починається від перехрестя вулиць Домни Гордіюк і Кравчука й прямує в північно-східному напрямку, перетинаючи вулиці Єршова і Карбишева й доходить до межі Луцька.

## Історія
Вулиця проходить через колишнє село Гущу, яке згадується в документах ще з XVI століття. Забудована приватними будинками. Після приєднання до міста отримала теперішню назву.

## Будівлі та установи

### Храми
- Храм Святого Іоанна Предтечі ПЦУ